# 2. červenec
2. červenec je 183. den roku podle gregoriánského kalendáře (184. v přestupném roce). Do konce roku zbývá 182 dní. Svátek má Patricie. V nepřestupný rok se tento den nachází přesně uprostřed roku – 182 dní uplynulo a 182 dní zbývá.

## Události

### Česko
- 1699 – Byla dokončena tzv. Diamantová monstrance, proslulé barokní zlatnické dílo, uložené v klenotnici pražské Lorety.
- 1885 – Zahájen vlakový provoz na nové trati Brno-Tišnov.
- 1891 – Skončily práce na Petřínské rozhledně, slavnostní otevření se plánuje na 20. srpna
- 1917 – Při policejní střelbě do účastníků hladové demonstrace ve Vítkovicích zemřelo šest osob.
- 1932 – Při železniční nehodě u Znosimi zahynulo 10 lidí a 72 jich bylo zraněno.
- 1947 – Československo po nátlaku Sovětského svazu odmítlo Marshallův plán.
- 1951 – vražda funkcionářů MNV (jednoho komunisty a dvou lidovců) zneužitá StB k justičním vraždám duchovních v tzv. babickém procesu (případ Babice)
- 1958 – Vládní komise schválila tvarové řešení nového osobního automobilu, pozdější Škody 1000 MB.
- 2002 – Sonda Magion 5, poslední ze stejnojmenné československé a později české série, naposledy odesílá data na zem.
- 2003 – Mezinárodní olympijský výbor na pražském zasedání zvolil Vancouver jako pořadatele Zimních olympijských her 2010.
- 2004 – Vláda vedená Vladimírem Špidlou podala demisi, Stanislav Gross byl pověřen sestavením nové vlády.
- 2009 – V Pražském metru byl po 31 letech ukončen provoz ruských souprav 81-71.

### Svět
- 1298 – Vítězstvím u Göllheimu si Albrecht I. Habsburský otevřel cestu k trůnu Svaté říše římské. Jeho oponent, římský král Adolf Nasavský, v bitvě padl.
- 1419 – Portugalci objevili ostrov Madeiru.
- 1698 – Anglický vynálezce Thomas Savery si nechal patentovat první prakticky využitelný parní stroj.
- 1900
  - Na břehu Bodamského jezera vzlétla LZ 1, první řiditelná ztužená vzducholoď konstruktéra Ferdinanda von Zeppelin.
  - Premiéra Sibeliovy symfonické básně Finlandia v Helsinkách
- 1917 – První světová válka: proběhla bitva u Zborova, jež byla součástí tzv. Kerenského ofenzívy a představovala první významné vystoupení Československých legií na východní frontě.
- 1918 – USA uznává Československou národní radu jako provizorní vládu
- 1919 – První úspěšný přelet Atlantiku – u vzducholodí R 34.
- 1942 – Druhá světová válka: V polském Chelmnu bylo zplynováno 83 lidických dětí v důsledku atentátu na Heydricha
- 1947 – Údajně bylo objeveno UFO, které havarovalo v noci u města Roswell v Novém Mexiku v USA, nebylo však nikdy potvrzeno.
- 1950 – Na okruhu v Remeši se jel šestý závod Formule 1. Vítězem se stal Juan Manuel Fangio na voze Alfa Romeo.
- 1954 – Československý tenista Jaroslav Drobný vyhrál turnaj ve Wimbledonu, když porazil Australana Kena Rosewalla (13-11, 4-6, 6-2, 9-7)
- 1964 – Lyndon Johnson podepsal zákon o občanských právech, kterým byla zakázána rasová segregace na veřejných místech.
- 1976 – Sjednocením Vietnamské demokratické republiky a Vietnamské republiky vznikla Socialistická republika Vietnam.
- 1983 – Na Wimbledonském tenisovém turnaji porazila Martina Navrátilová Andreu Jaegerovou (6-0, 6-3) a získala tak už 4. wimbledonský titul
- 2002 – Americký milionář Steve Fossett jako první člověk na světě dokončil sólový oblet zeměkoule balónem bez zastávky. Odstartoval 19. června 2002.
- 2005 – Proběhla série koncertů Live 8 na podporu boje proti chudobě v Africe.
- 2008 – Kolumbijské bezpečnostní síly osvobodily z rukou FARC patnáct rukojmí v čele s Ingrid Betancourtovou.
- 2011 – Česká tenistka Petra Kvitová vyhrála ve Wimbledonu svůj první Grand Slam, když porazila Marii Šarapovovou 6-3, 6-4

## Narození
Viz též Kategorie:Narození 2. července — automatický abecedně řazený seznam.

### Česko

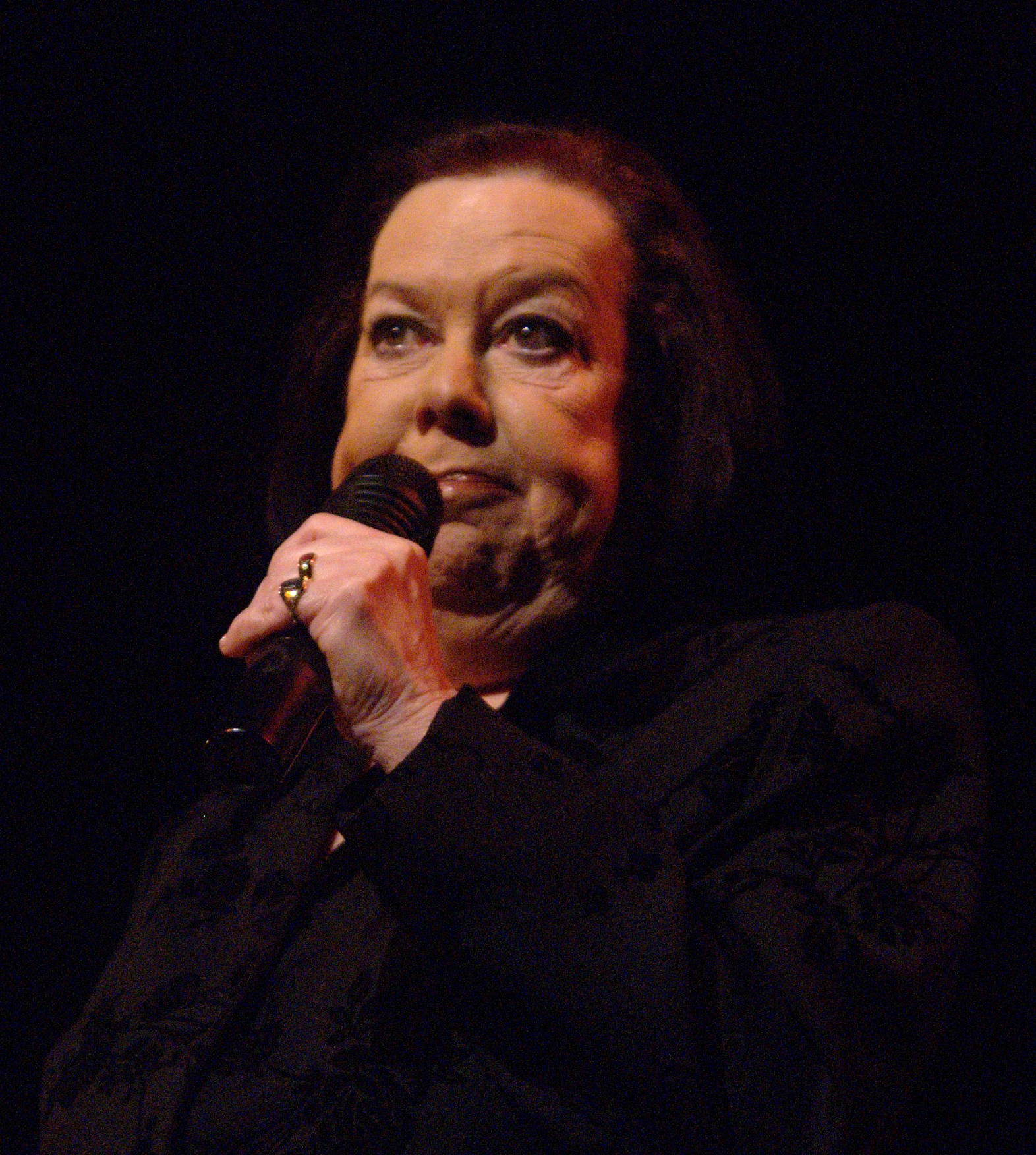
Yvonne Přenosilová (* 1947)

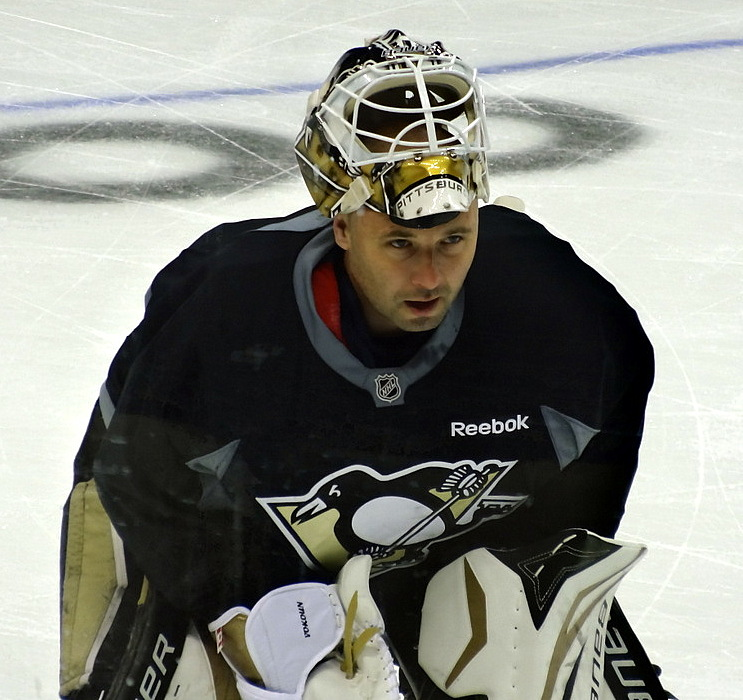
Tomáš Vokoun (* 1976)

- 1804 – Karel Strakatý, operní pěvec, první interpret písně Kde domov můj († 26. dubna 1868)
- 1813 – Štěpán Bačkora, učitel († 17. prosince 1887)
- 1836 – Eduard von Eltz, rakouský a český politik německé národnosti († 24. února 1915)
- 1847 – Vítězslav Janovský, lékař († 19. března 1925)
- 1854 – Vojtěch Schönborn, šlechtic, právník a politik († 10. listopadu 1924)
- 1858 – Alois Dostál, římskokatolický kněz a spisovatel († 13. června 1934)
- 1861 – Kamil Henner, právník († 9. května 1928)
- 1864 – Rudolf Bruner-Dvořák, zakladatel žurnalistické fotografie († 30. října 1921)
- 1871 – Ottokar Slawik, skladatel a hudební kritik († 22. května 1946)
- 1874 – Antonín Novák, československý politik († ?)
- 1876 – Jindřich Waldes, podnikatel, vlastenec a mecenáš umění († květen 1941)
- 1880 – Mirko Štork, operní pěvec, tenorista († 18. ledna 1953)
- 1887 – Bohumil Sláma, architekt († 21. dubna 1961)
- 1892 – Přemysl Koblic, fotograf a chemik († 19. listopadu 1955)
- 1904 – František Černý, herec, filmový zvukař a architekt († 18. ledna 1963)
- 1906 – Karel Weirich, novinář, zachránce Židů († 1981)
- 1910 – Hans Günther Adler, spisovatel a historik († 21. srpna 1988)
- 1915 – Miroslav Špot, voják a příslušník výsadku Iridium († 15. března 1943)
- 1919 – Ladislav Čapek, režisér animovaných filmů († 17. ledna 1996)
- 1921 – Eliška Nováková, lesnická zooložka a ekoložka († 27. listopadu 2000)
- 1922
  - Josef Mráz, herec († 20. června 1981)
  - Vladimír Panoš, speleolog, vysokoškolský učitel, válečný letec RAF († 7. ledna 2002)
- 1923 – Milena Bansetová, sochařka († 2010)
- 1924 – Václav Turek, malíř, grafik a sochař († 29. ledna 1988)
- 1927 – František Šedivý, spisovatel a politický vězeň († 23. února 2021)
- 1930 – Ota Pavel, prozaik a novinář († 31. března 1973)
- 1932 – Waldemar Matuška, zpěvák, kytarista, bendžista a herec († 30. května 2009)
- 1934 – Vlasta Janečková, filmová a televizní scenáristka a režisérka († 27. února 2012)
- 1935 – Zdeňka Vasiljevová, historička Dálného východu († 23. března 2004)
- 1936 – Marie Švirgová, moravská folkloristka a malérečka († 15. prosince 2022)
- 1940 – Jiří Brabec, country muzikant a skladatel († 17. listopadu 2003)
- 1941 – Jan Musil, soudce Ústavního soudu
- 1945 – Erich Šefčík, archivář, historik, numismatik († 15. října 2004)
- 1946 – Jiří Weinberger, básník, textař, esejista, překladatel
- 1947 – Yvonne Přenosilová, zpěvačka a moderátorka († 11. září 2023)
- 1949
  - Pavel Taussig, filmový historik, scenárista, novinář a publicista († 24. srpna 2023)
  - Alexandra Berková, prozaička, scenáristka, publicistka a pedagožka († 16. června 2008)
- 1953 – Vladimír Rejlek, trumpetista
- 1954 – Tomáš Novotný, architekt a vysokoškolský učitel
- 1955
  - Pavel Kováčik, předseda poslaneckého klubu KSČM
  - Dušan Navrátil, politik, ředitel Národního bezpečnostního úřadu
- 1959 – Hana Doupovcová, politička
- 1960 – Světlana Nálepková, herečka
- 1965 – Pavla Střechová, zpěvačka
- 1966 – Tomáš Zima, lékař, děkan 1. lékařské fakulty UK v Praze
- 1974 – Jaroslav Huleš, jezdec seriálu Grand Prix silničních motocyklů († 2004)
- 1976 – Tomáš Vokoun, lední hokejový brankář
- 1981 – Tomáš Duba, hokejový brankář
- 1990 – Zorka Hejdová, televizní a rozhlasová moderátorka
- 1992 – Robert Hájek, herec
- 2003 – Julie Doležilová, ragbistka

### Svět

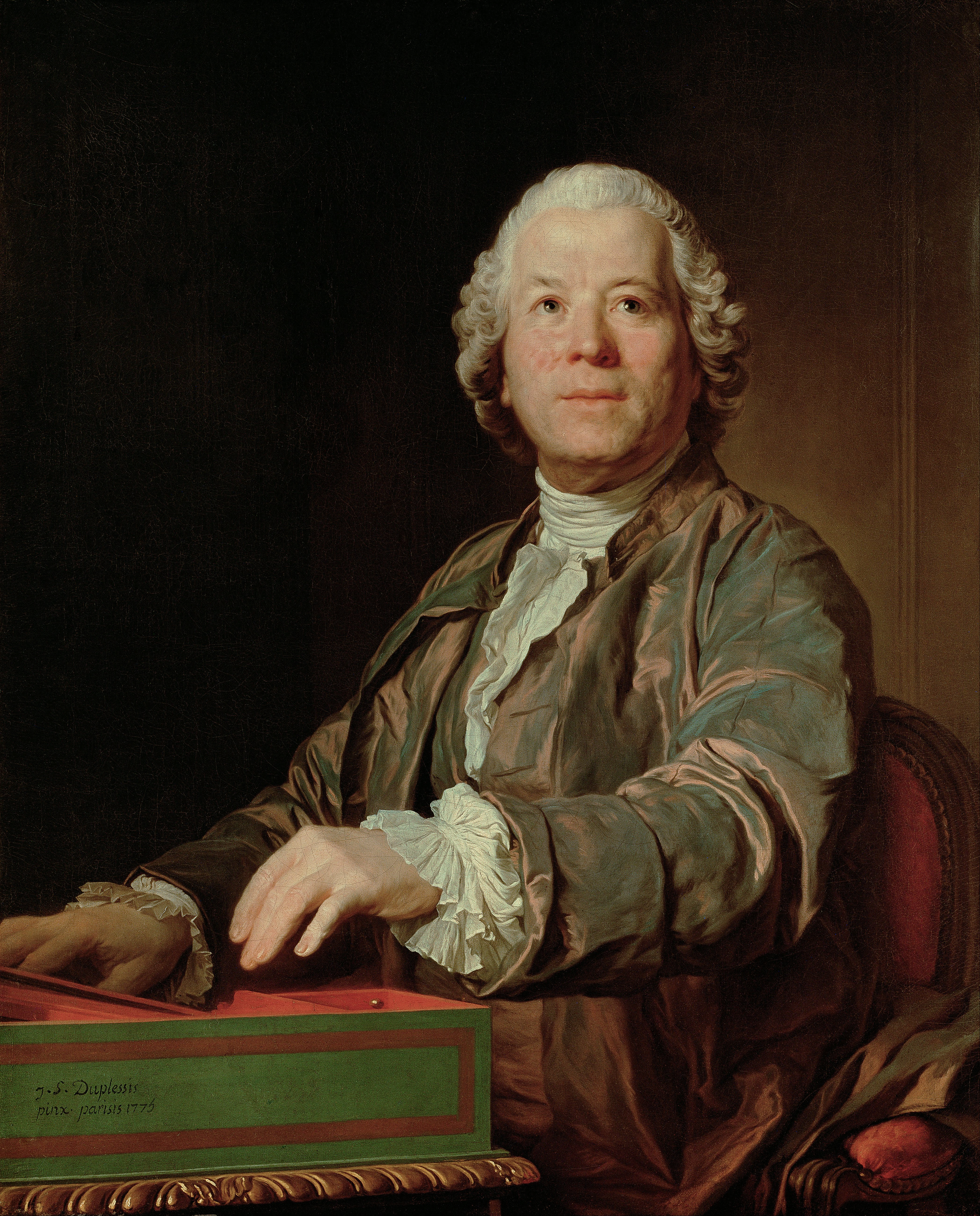
Christoph Willibald Gluck (* 1714)

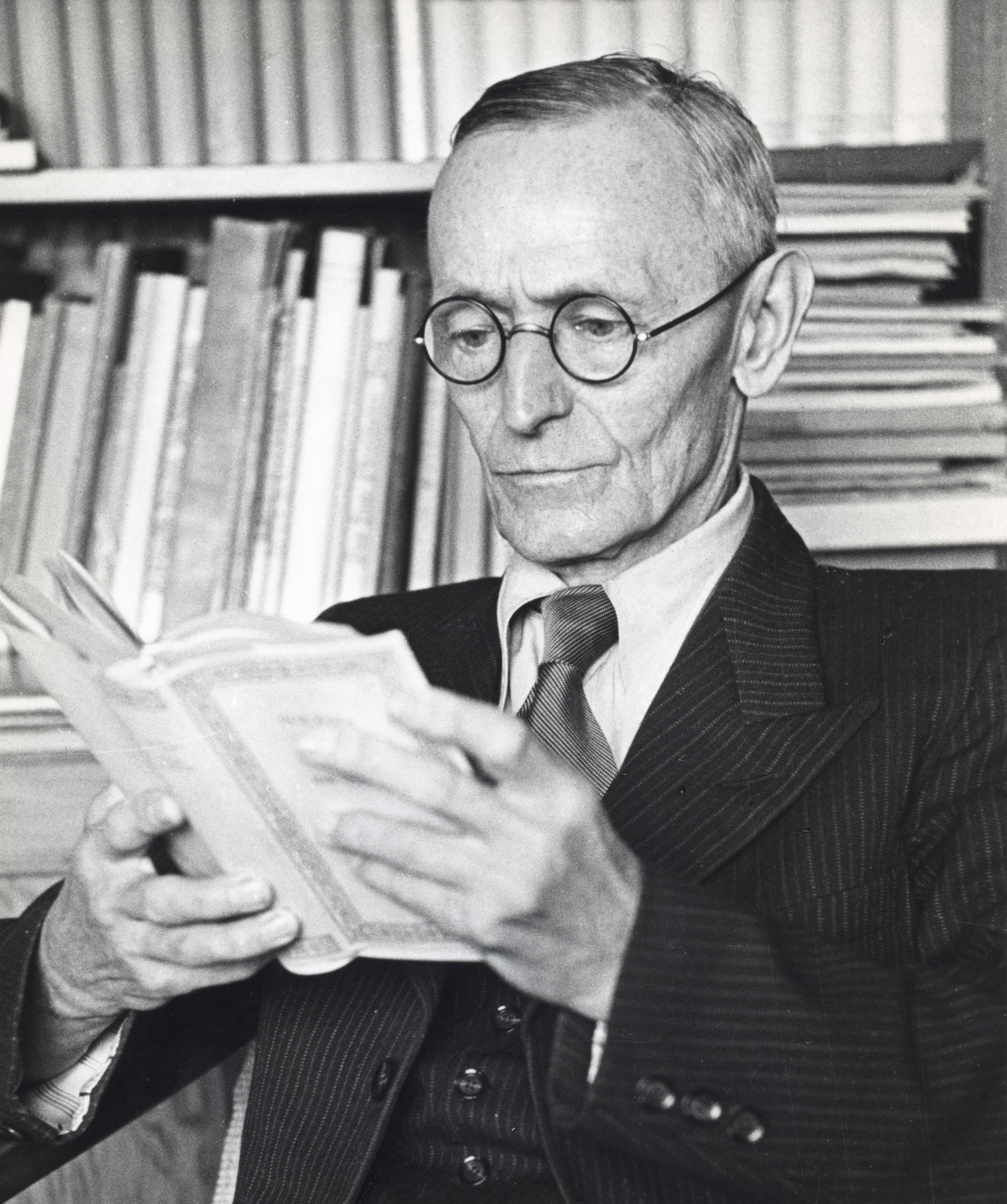
Hermann Hesse (* 1877)

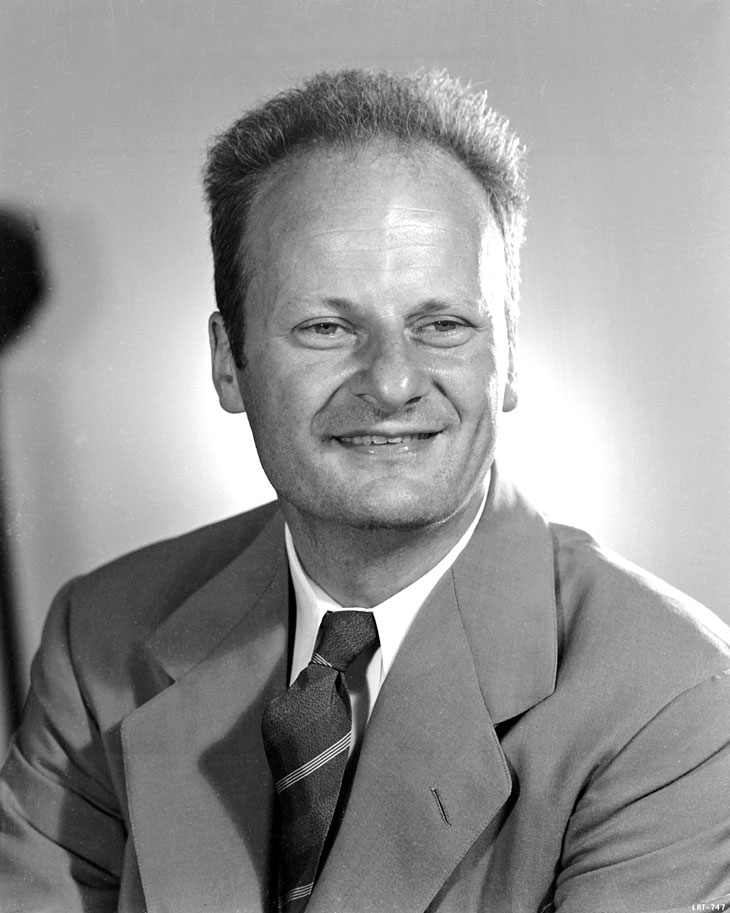
Hans Bethe (* 1906)

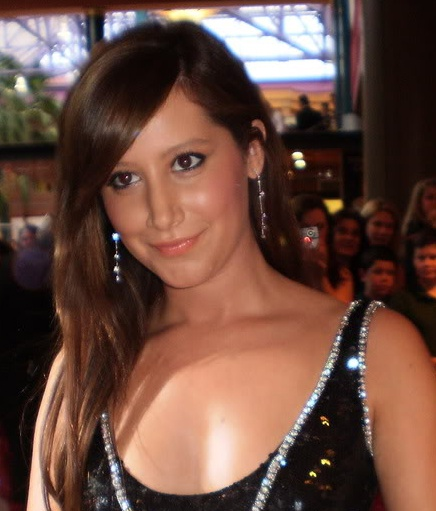
Ashley Tisdale (* 1985)

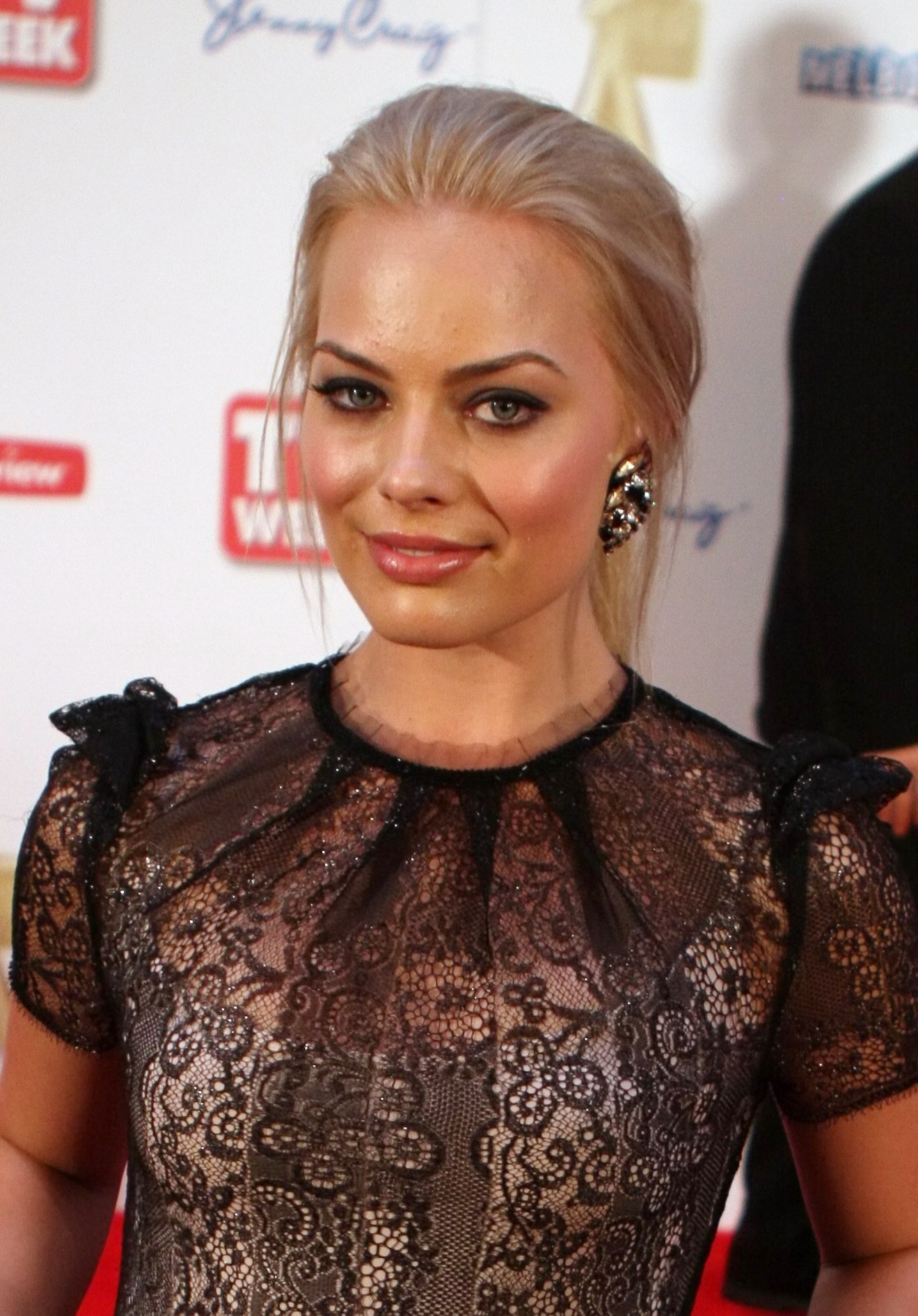
Margot Robbie (* 1990)

- 1486 – Jacopo Sansovino, italský sochař a architekt († 27. listopadu 1570)
- 1489 – Thomas Cranmer, arcibiskup canterburský († 21. března 1556)
- 1549 – Sabina Württemberská, hesensko-kasselská lankraběnka († 17. srpna 1581)
- 1636 – Daniel Speer, slovenský spisovatel, hudební skladatel, interpret a pedagog polského původu († 1707)
- 1648 – Arp Schnitger, německý varhanář († 28. července 1719)
- 1714 – Christoph Willibald Gluck, německý hudební skladatel a reformátor opery († 1787)
- 1724 – Friedrich Gottlieb Klopstock, německý básník a jazykovědec († 14. března 1803)
- 1759 – Antoine Balthazar Joseph, baron d'André, francouzský roajalistický politik († 16. července 1825)
- 1790 – Leopold, princ ze Salerna, neapolský princ († 10. března 1851)
- 1796 – Michael Thonet, německý výrobce nábytku († 3. března 1871)
- 1828 – Joseph Unger, předlitavský právní odborník a politik († 2. května 1913)
- 1840 – Emilie Bach, německá novinářka († 30. dubna 1890)
- 1841 – Alexandr Michajlovič Zajcev, ruský chemik († 1. září 1910)
- 1843 – Antonio Labriola, italský marxistický filozof († 12. února 1904)
- 1849 – Marie Tereza Rakouská-Este, rakouská arcivévodkyně, bavorská královna († 3. února 1919)
- 1852 – William Burnside, anglický matematik († 21. srpna 1927)
- 1854 – Narcisse Théophile Patouillard, francouzský mykolog († 30. března 1926)
- 1862 – William Henry Bragg, britský fyzik († 1942)
- 1869 – Hjalmar Söderberg, švédský spisovatel, dramatik a literární kritik († 14. října 1941)
- 1871 – Wilhelm von Mirbach-Harff, německý diplomat († 6. července 1918)
- 1876 – Wilhelm Cuno, německý říšský kancléř († 3. ledna 1933)
- 1877 – Hermann Hesse, německo-švýcarský prozaik, básník a esejista, držitel Nobelovy ceny († 1962)
- 1880 – Albert Szirmai, maďarský operetní skladatel († 1967)
- 1882 – Marie Bonapartová, francouzská spisovatelka a psychoanalytička († 21. září 1962)
- 1892 – Boris Hagelin, švédský vynálezce šifrovacích strojů († 7. září 1983)
- 1894 – André Kertész, fotograf maďarského původu († 28. září 1985)
- 1895 – Andrej Bródy, karpatoruský politik a pedagog († 11. června 1946)
- 1903
  - Alec Douglas-Home, britský politik († 9. října 1995)
  - Olaf V., norský král († 17. ledna 1991)
- 1904 – René Lacoste, francouzský tenista, sportovní funkcionář a obchodník († 12. října 1996)
- 1906 – Hans Bethe, německo-americký fyzik († 6. března 2005)
- 1909 – Walter Jacobi, německý válečný zločinec, vedoucí úřadovny SD v Praze († 3. května 1947)
- 1910 – Herbert Alexander Rosenfeld, britský psychoanalytik († 29. listopadu 1986)
- 1911
  - Diego Fabbri, italský dramatik a scenárista († 14. srpna 1980)
  - Reg Parnell, britský pilot Formule 1 († 7. ledna 1964)
- 1914 – Alojs Andricki, lužickosrbský katolický kněz, mučedník, uctívaný katolickou církví jako blahoslavený († 3. února 1943, Dachau)
- 1915 – Rudolf Hruska, rakouský konstruktér a designér automobilů († 4. prosince 1995)
- 1916 – Hans-Ulrich Rudel, německý bojový pilot († 1982)
- 1923 – Wisława Szymborska, polská básnířka, esejistka, literární kritička a překladatelka, držitelka Nobelovy ceny († 2012)
- 1925
  - Patrice Lumumba, první předseda vlády Konga († 17. ledna 1961)
  - Medgar Evers, americký vůdce afroamerického hnutí za občanská práva († 11. června 1963)
- 1927 – Brock Peters, americký herec († 23. srpna 2005)
- 1928 – Lech Emfazy Stefański, polský spisovatel, novinář, překladatel († 21. prosince 2010)
- 1930
  - Ahmad Jamal, americký jazzový klavírista a skladatel
  - Carlos Menem, prezident Argentiny († 14. února 2021)
- 1935 – Sergej Nikitič Chruščov, ruský vědec a spisovatel, syn Nikity Sergejeviče Chruščova († 18. června 2020)
- 1936 – Umar Sulajmán, egyptský politik a vojenský hodnostář († 19. července 2012)
- 1937 – Majda Sepe, slovinská zpěvačka († 11. dubna 2006)
- 1938 – C. Kumar N. Patel, indický fyzik a elektrotechnik
- 1940 – Georgi Ivanov, bulharský kosmonaut
- 1941 – Norvald Yri, norský luteránský teolog, misionář a překladatel
- 1942 – Vicente Fox, prezident Mexika
- 1945 – Randy Holden, americký kytarista
- 1946 – Arup Kumár Datta, anglicky píšící indický spisovatel
- 1950
  - Stephen R. Lawhead, americký spisovatel
  - Duncan Mackay, anglický hudební skladatel, zpěvák a klávesista
- 1952
  - Linda Godwinová, americká vědkyně, učitelka a kosmonautka
  - Gene Taylor, americký klavírista († 20. února 2021)
- 1957
  - Bret Hart, kanadský spisovatel, herec a bývalý profesionální wrestler
  - Štefan Bučko, slovenský herec
- 1959 – Erwin Olaf, nizozemský portrétní fotograf
- 1970 – Colin Edwin, australský baskytarista
- 1979
  - Joe Thornton, kanadský hokejista
  - Walter Davis, americký atlet
- 1980 – Alexander Petersson, islandský házenkář
- 1983 – Michelle Branch, americká zpěvačka
- 1985 – Ashley Tisdale, americká zpěvačka a herečka
- 1986 – Lindsay Lohan, americká herečka, modelka, zpěvačka, textařka
- 1990 – Margot Robbie, australská herečka
- 1993 – Vince Staples, americký rapper

## Úmrtí
Viz též Kategorie:Úmrtí 2. července — automatický abecedně řazený seznam.

### Česko

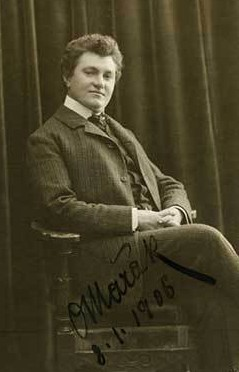
Otakar Mařák († 1939)

- 1536 – Matěj Korambus, opat Emauzského kláštera (* ?)
- 1657 – Adam Pavel Slavata, šlechtic (* 13. června 1604)
- 1729 – Ondřej Filip Quitainer, sochař a řezbář (* 30. listopadu 1679)
- 1733 – Johann Christoph Kridel, rakouský a český varhaník, učitel hudby, skladatel a básník (* 9. prosince 1672)
- 1794 – František Xaver Pokorný, houslista a skladatel (* 20. prosince 1729)
- 1891 – Vilém Weiss, chirurg a pedagog (* 7. dubna 1835)
- 1902 – Vojtěch Šafařík, chemik a astronom (* 26. října 1829)
- 1921 – Alois Pozbyl, kněz, básník a spisovatel (* 30. června 1876)
- 1923 – František Polívka, botanik (* 1. srpna 1860)
- 1936 – Bohumil Navrátil, historik a rektor Masarykovy univerzity v Brně (* 21. února 1870)
- 1939 – Otakar Mařák, operní pěvec (* 5. ledna 1872)
- 1942
  - Jiří Potůček, radista výsadku Silver A (* 12. července 1919)
  - Arnošt Košťál, pardubický hoteliér a odbojář (* 26. června 1904)
  - Hynek Pelc, profesor sociálního lékařství, ředitel Státního zdravotního ústavu (* 25. února 1895)
  - Taťána Hladěnová, odbojářka z období druhé světové války (* 1. září 1920)
- 1949 – Karel Dyrynk, typograf a překladatel (* 25. března 1876)
- 1957 – Ladislav Zelenka, violoncellista a hudební pedagog (* 11. března 1881)
- 1958 – Vladimír Sís, novinář a spisovatel, účastník prvního i druhého odboje, oběť komunistického teroru (* 30. června 1889)
- 1959 – Jiří Diviš, chirurg (* 4. května 1886)
- 1975 – Helena Salichová, etnografka, malířka, ilustrátorka (* 25. dubna 1895)
- 1983 – Vladimír Neff, spisovatel (* 13. června 1909)
- 1984 – Bedřich Fučík, literární kritik (* 4. ledna 1900)
- 1987
  - Josef Novák, malíř, grafik, ilustrátor, karikaturista, pedagog, fotograf (* 7. listopadu 1902)
  - Václav Černý, literární vědec (* 26. března 1905)
- 1995 – Zdeněk Košler, dirigent (* 25. března 1928)
- 1996 – Miloš Kirschner, loutkář, herec, zpěvák a hlavní interpret Divadla Spejbla a Hurvínka (* 16. března 1927)
- 2005 – František Roman Dragoun, malíř (* 21. října 1916)
- 2009 – Vlastimil Šik, malíř a výtvarný pedagog (* 1. dubna 1954)
- 2010 – Zdeněk Fišer, katolický spisovatel, překladatel a filozof (* 27. května 1929)
- 2020 – Jiří T. Kotalík, historik umění, rektor AVU (* 14. února 1951)

### Svět

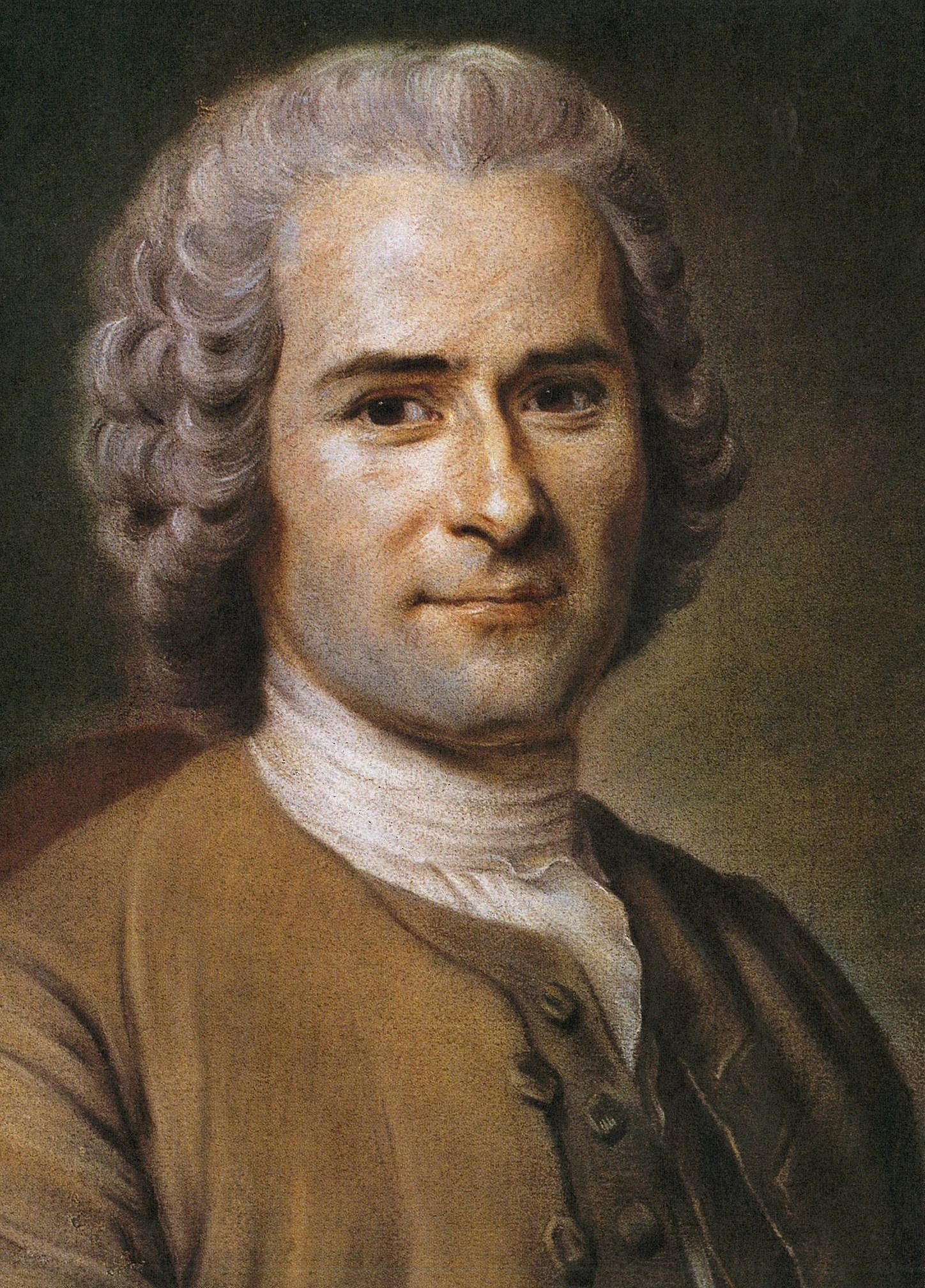
Jean-Jacques Rousseau († 1778)

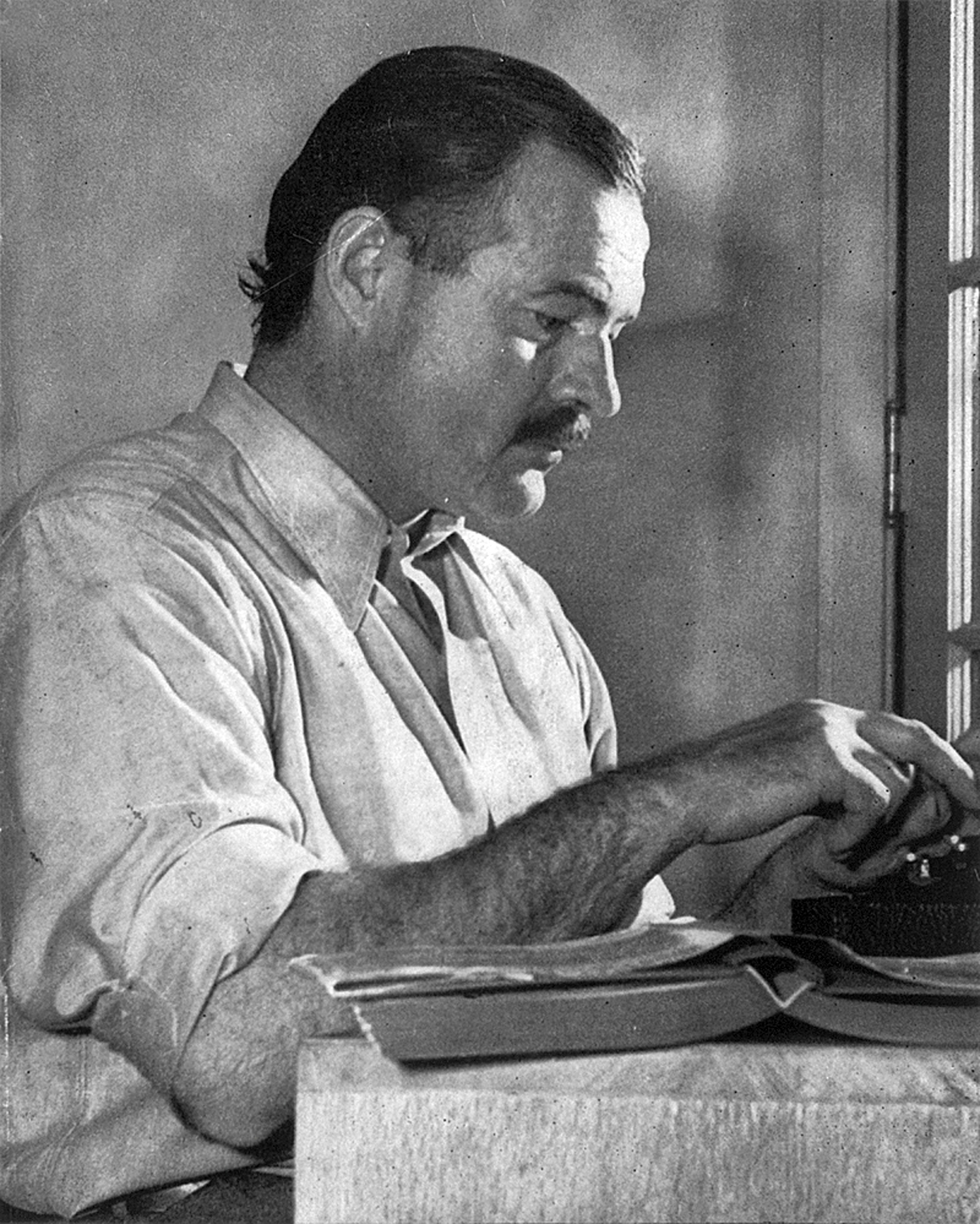
Ernest Hemingway († 1961)

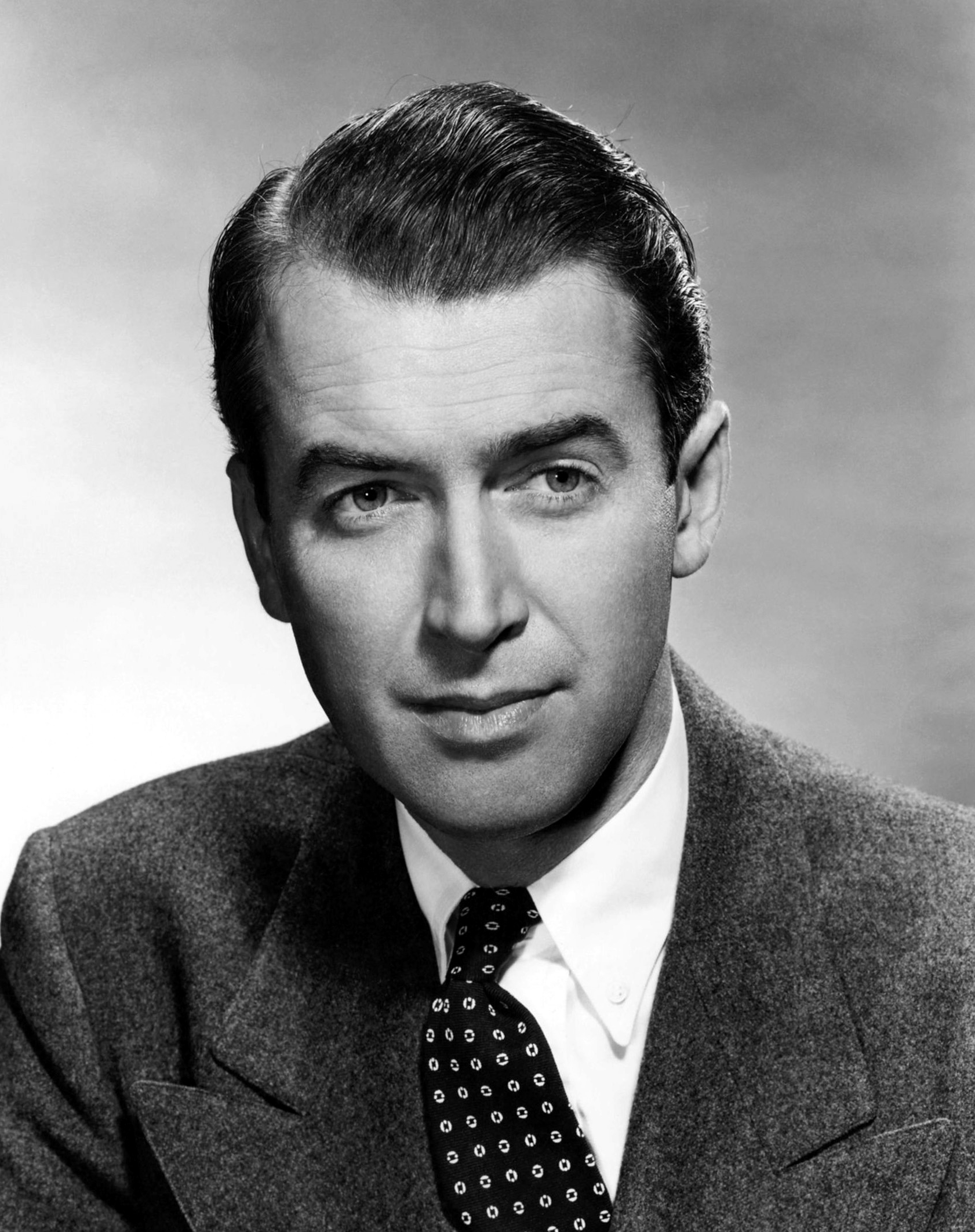
James Stewart († 2013)

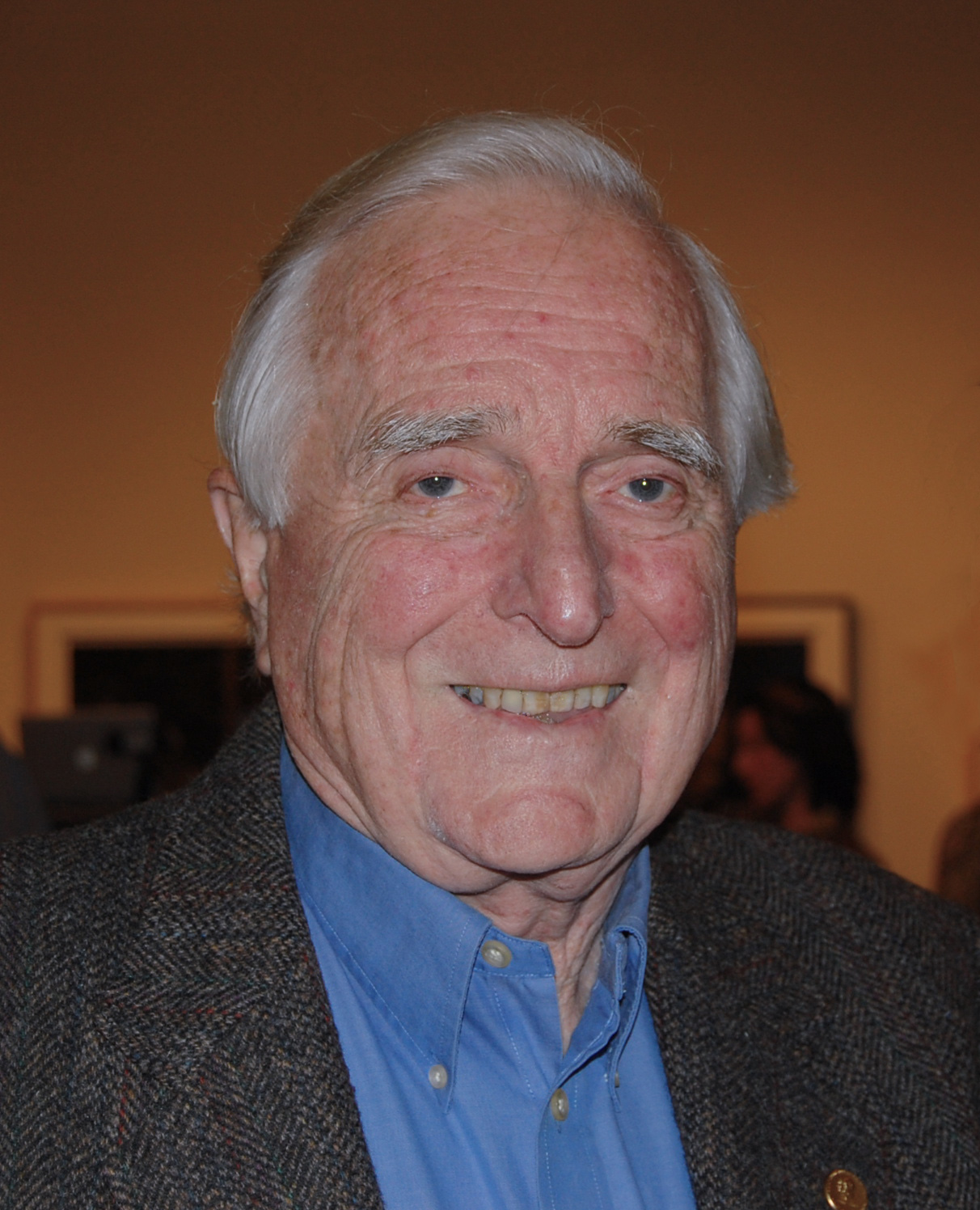
Douglas Engelbart († 2013)

- 0936 – Jindřich I. Ptáčník, vévoda saský a král východofranský
- 1215 – Eisai, japonský buddhistický mnich (* 27. května 1141)
- 1298 – Adolf Nasavský, císař Svaté říše římské (* cca 1250)
- 1438 – Arnošt Bavorský, bavorsko-mnichovský vévoda (* 1373)
- 1566 – Nostradamus, francouzský lékař, astrolog, věštec (* 1503)
- 1582 – Micuhide Akeči, japonský válečník (* 1528)
- 1621 – Thomas Harriot, anglický astronom, matematik a přírodovědec (* 1560)
- 1710 – Domenico Freschi, italský hudební skladatel (* 26. března 1634)
- 1743 – Spencer Compton, 1. hrabě z Wilmingtonu, britský premiér (* 1673)
- 1778 – Jean-Jacques Rousseau, francouzský filosof a spisovatel (* 1712)
- 1843 – Samuel Hahnemann, německý lékař, zakladatel homeopatie (* 1755)
- 1849 – Áron Gábor, národní hrdina Maďarské revoluce (* 27. listopadu 1814)
- 1850 – Robert Peel, britský státník (* 5. února 1788)
- 1872 – Aleksandr Hilferding, ruský slavista (* 14. července 1831)
- 1895 – Mychajlo Drahomanov, ukrajinský ekonom, historik, filozof, anarchista a etnograf (* 3. září 1841)
- 1911 – Felix Josef von Mottl, rakouský dirigent a skladatel (* 24. srpna 1856)
- 1914 – Sir John Benjamin Stone, britský politik a fotograf (* 9. února 1838)
- 1915 – Porfirio Díaz, mexický prezident (* 15. září 1830)
- 1931 – Peter Kürten, německý sériový vrah (* 26. května 1883)
- 1932 – Manuel II. Portugalský, poslední král Portugalska (* 19. března 1889)
- 1933
  - Heinrich Baak, německý sochař (* 29. června 1886)
  - Pavel Lebeděv, ruský a sovětský generál (* 21. dubna 1872)
- 1934 – Ernst Röhm, zakladatel polovojenských oddílů SA (* 28. listopadu 1887)
- 1935 – Michał Bobrzyński, polský historik, státní úředník a politik (* 30. září 1849)
- 1936 – Luisa Šlesvicko-Holštýnsko-Sonderbursko-Glücksburská, dánská šlechtična (* 6. ledna 1858)
- 1940 – Ladislav Nádaši-Jégé, slovenský prozaik (* 1866)
- 1945 – Ármin Hegedűs, maďarský architekt (* 5. října 1869)
- 1949 – Georgi Dimitrov, bulharský komunistický politik a revolucionář (* 18. června 1882)
- 1961 – Ernest Hemingway, americký spisovatel (* 21. července 1899)
- 1962 – Frederick Parkes Weber, britský dermatolog (* 8. května 1863)
- 1965 – Claude Thornhill, americký jazzový klavírista (* 10. srpna 1909)
- 1973 – Ferdinand Schörner, velitel německé armády Protektorátu Čechy a Morava (* 12. června 1892)
- 1977
  - Vladimir Nabokov, americký prozaik ruského původu (* 1899)
  - Muhammad Ali Ibrahim, egyptský princ (* 29. dubna 1900)
- 1979
  - Larisa Šepiťková, ruská filmová režisérka (* 6. ledna 1938)
  - Carlyle Beals, kanadský astronom (* 29. června 1899)
- 1989
  - Hilmar Baunsgaard, premiér Dánska (* 26. února 1920)
  - Wilfrid Sellars, americký filozof (* 20. května 1912)
  - Andrej Andrejevič Gromyko, sovětský politik, ministr zahraničních věcí (* 18. července 1909)
- 1991 – Lee Remicková, americká herečka (* 14. prosince 1935)
- 1992 – Camarón de la Isla, španělský zpěvák (* 5. prosince 1950)
- 1997 – James Stewart, americký herec (* 20. května 1908)
- 1999 – Mario Puzo, americký spisovatel (* 1920)
- 2002 – Ray Brown, americký hudebník (* 13. října 1926)
- 2005 – Luther Vandross, americký soulový zpěvák (* 1951)
- 2007 – Luigi Scarabello, italský fotbalista (* 17. června 1916)
- 2010 – Carl Adam Petri, německý matematik (* 12. července 1926)
- 2011 – Itamar Franco, prezident Brazílie (* 28. června 1930)
- 2013
  - Bengt Hallberg, švédský klavírista (* 13. září 1932)
  - Fawzia Egyptská, císařovna Íránu (* 5. listopadu 1921)
  - Douglas Engelbart, americký vynálezce v oblasti počítačové technologie (* 30. ledna 1925)
- 2016 – Elie Wiesel, americký prozaik, dramatik, filozof, humanista, politický aktivista a náboženský myslitel, a nositel Nobelovy ceny za mír (* 1928)
- 2019 – Costa Cordalis, řecko–německý zpěvák pop music a kytarista (* 1. května 1944)
- 2023 – Milan Milutinović, srbský politik (* 19. prosince 1942)
- 2024 – Comunardo Niccolai, italský fotbalový trenér a reprezentant (* 15. prosince 1946)

## Svátky

### Česko
- Patricie

### Svět
- Světový den UFO
- Mezinárodní den družstev
- Norsko: Královy narozeniny
- Kanada: Dominion Day (je-li pondělí)
- Zambie: Den jednoty (je-li úterý), Den hrdinů (je-li pondělí)
- Lesotho: Den rodin (je-li pondělí)
- Itálie, Siena: Palio di Provenzano
- Curaçao: Den vlajky
- USA: svátek má Otto

### Liturgický kalendář
- Římskokatolická církev v letech 1263–1969 slavila svátek Navštívení Panny Marie (dnes se slaví 31. května).

## Pranostiky

### Česko
- Navštívení Panny Marie čisté přináší ovoce jisté.
- Prší-li na den Navštívení Panny Marie, tak dešťů máme bez konce.
- Déšť na Navštívení Panny Marie potrvá do Zuzany.
- Prší-li na den Panny Marie navštívení, po čtyřicet dní bez deště není.
- Prší-li na den Panny Marie navštívení, čtyřicet dní jasno není.
- Když na Navštívení Matky Boží prší, čtyřicet dní se voda vrší.

| 2. červenec v pražském KlementinuÚdaje jsou platné k 8. 7. 2025. | 2. červenec v pražském KlementinuÚdaje jsou platné k 8. 7. 2025. | 2. červenec v pražském KlementinuÚdaje jsou platné k 8. 7. 2025. |
| minimum                                                          | denní průměr                                                     | maximum                                                          |
| ---------------------------------------------------------------- | ---------------------------------------------------------------- | ---------------------------------------------------------------- |
| 9,0 °C (1849)                                                    | 19,0 °C (od 1961)                                                | 37,1 °C (2025)                                                   |